# Kis Szolnok István
Kis Szolnok István, Szolnok István (Szeged, 1932 – Szeged, 2009. szeptember 14.) magyar labdarúgó, csatár, balszélső.

## Pályafutása
A Szegedi MTE csapatában kezdte a labdarúgást. 1948 és 1956 között az MTK labdarúgója volt. Kétszeres bajnok és egyszeres kupagyőztes volt a csapattal. 1957 elején részt vett a Honvéd dél-amerikai túráján és ezt követően Spanyolországban, az Espanyol labdarúgója lett. Visszavonulása után Bécsben telepedett le. Az 1990-es években onnan tért vissza Szegedre.

## Sikerei, díjai
- Magyar bajnokság
  - bajnok: 1951, 1953
  - 2.: 1948–49, 1950-ősz, 1952, 1954, 1955
  - 3.: 1949–50
- Magyar Népköztársasági Kupa (MNK)
  - győztes: 1952
- A Magyar Népköztársaság Érdemes Sportolója (1954)[2]
- az MTK örökös bajnoka